# Ophryops dispar
Ophryops dispar är en skalbaggsart som beskrevs av Sharp 1886. Ophryops dispar ingår i släktet Ophryops och familjen långhorningar. Inga underarter finns listade i Catalogue of Life.

## Bildgalleri

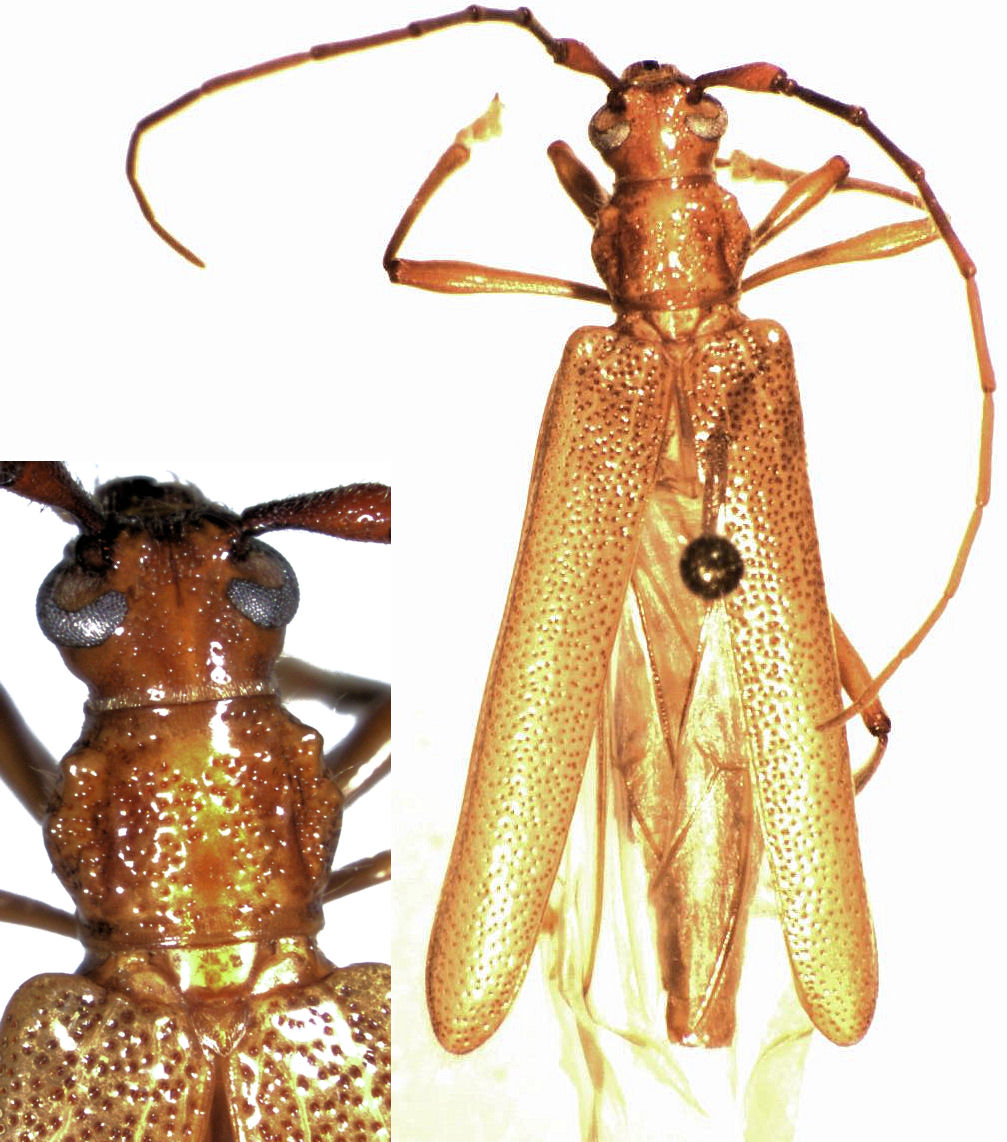
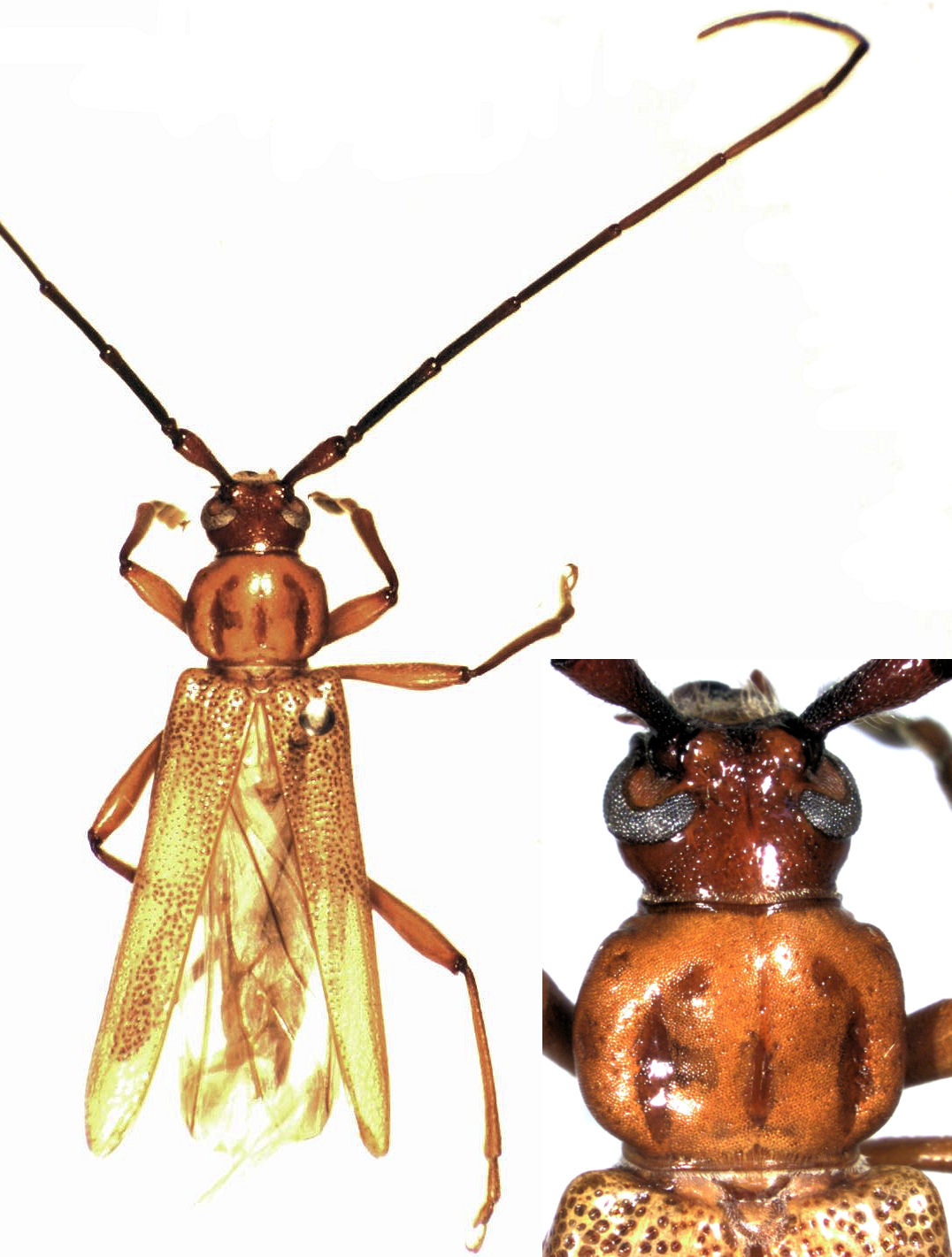